# Кокалажар
Кокалажар (каз. Көкалажар, до 2008 г. — Гавриловка) — село в районе имени Габита Мусрепова Северо-Казахстанской области Казахстана. Административный центр Кокалажарского сельского округа. Код КАТО — 596644100.

## Население
В 1999 году население села составляло 971 человек (484 мужчины и 487 женщин). По данным переписи 2009 года, в селе проживали 782 человека (382 мужчины и 400 женщин).

## История образования села
На месте, где находится Кокалажарский сельский округ, в 1895 году был аул рода Орак. В 1895 первыми поселенцами были жители из Самары. 
В 1929 году в селе Гавриловка организованы колхозы «Аймак», «Жана-жол», «Победа». В годы укрупнения сельхозобъединений в 1939 году они были реорганизованы в колхоз имени Джамбула. В 1942 году в село были депортированы немцы из немецкой автономной республики поволжье (саратовской области), в основном это были женщины, старики и дети. В 1943 году в село приехали ссыльные ингуши. В 1957 году на базе колхозов был организован совхоз «Валихановский».

## Уроженцы
- В. М. Чеботарев - Герой Советского Союза